# 영웅 (뮤지컬)
《영웅》은 안중근 의사의 마지막 1년을 다룬 국내 창작 뮤지컬이다.

## 역사
2009년 10월 26일 LG아트센터에서 안중근 의사 의거 100주년을 기념해 안중근 의사의 후손들의 참관 하에 초연되었다. 초연 전 날인 2009년 10월 25일 특집 열린음악회에서 안중근 의거 100주년을 맞아 단지동맹, 영웅, 누가 죄인인가 부분을 공연했다. 이때의 안중근 역은 정성화였다. 2010년 12월부터 2011년 2월까지 국립극장 해오름극장에서 재연을 했고, 두 번째 공연에서도 많은 호응을 얻었다. 2011년 8월 말에는 뉴욕 링컨 센터 데이비드 코크(David H. Koch Theater) 극장에서 공연했다. 중간 월요일은 쉬고 8월 23일 화요일부터 9월 3일 토요일까지 11일 공연 예정이었으나, 그 주말 뉴욕에 허리케인이 들이닥쳐 8월 27일 토요일 낮과 밤 공연과 28일 일요일 낮공연이 전부 취소되기도 했다. 공연은 한국어로 이루어졌고, 무대 위 쪽으로 영어로 번역된 가사와 대사를 띄웠다. 기사를 찾아보면 기사의 출처에 따라 "깠다"라고 되어 있기도 하고 "극찬했다" 라고 되어 있기도 한데 어쨌든 에이콤 측에서는 브로드웨이도 갔다온 작품이라고 홍보 중이였다. 2011년 12월 세 번째 공연(2012시즌)이 있었고, 2014년 초 예술의 전당 오페라극장에서 네 번째 시즌이 있었다. 2015년에는 안중근 의사의 의거 지역인 하얼빈에서 공연을 가졌다. 이후 이어진 국내 공연에서는 역대 최초로 음원이 아닌 오케스트라 반주와 함께 공연을 했다. 2017년 시즌은 세종문화회관에서 공연했다. 광화문광장 바로 옆이다 보니, 이 당시 한창이던 박근혜 정부 퇴진 운동의 영향을 받았다. 2019년에는 10주년을 맞아 기념 공연을 했다. 3월 세종문화회관을 시작으로 지방 공연을 한 뒤, 7~8월 예술의전당 오페라극장에서 앙코르 공연을 했다. 공연 기간에 광복절이 포함되어 있던 데다 한일 무역 분쟁으로 시작된 반일감정까지 맞물려 관심이 집중되기도 했다. 뮤지컬 영웅을 원작으로 한 영화 영웅이 2022년 12월 21일 개봉하였으며, 동시에 뮤지컬은 마곡 LG아트센터에서 2023년 2월 28일까지 공연하고 3월 17일부터 5월 21일까지 용산 블루스퀘어 신한카드홀에서 공연하고 있다.

## 등장인물
- 정성화[1], 양준모[2], 민우혁 - 안중근 역[3]

부유한 양반가의 자제로 태어나 부족함 없는 어린 시절을 보냈지만, 고종의 퇴위, 정미조약과 을사조약 등 당대의 국난(國亂)을 보고 듣고 겪으며 살아왔다. 20대 시절부터 독립운동에 적극적으로 가담하고, 러시아로 망명해 독립군이 된다. 그가 의거 후 법정에서 말한 자신의 신분인 '대한제국 의병군 참모중장'은 그때 독립군에서의 그의 직책. 그러나 그가 이끄는 독립군은 수적으로 보나 군비로 보나 압도적으로 우세한 일본군에게 참패당하고, 그 뒤에도 그는 러시아에서 이곳저곳 떠돌아다니며 독립운동을 계속한다. 그러던 중 대한 황실의 비밀 정보 조직인 제국익문사의 요원이 되어 이토를 처단하기로 결심한다. 그러나 주변의 동지들은 하나둘씩 일본군에게 희생되어, 회의와 실의에 빠진다. 그러나 그러한 시련들을 딛고 결국 이토를 처단하는 데 성공한다. 이토를 처단한 직후 체포된 뒤 공판 법정에서 당당하게 이토의 죄상을 밝히고, 감옥 안에서도 고결한 인품을 보인다. 결국 의연한 모습으로 사형을 당하게 된다. 위인전에서만 보던 영웅적인 모습뿐만 아니라, 동지들의 죽음을 보면서 회의에 빠지기도 하고, 사형 집행 전 어머니가 보낸 수의를 입고 어머니의 환영을 보면서 어머니를 그리워하기도 하며, 사형 직전에는 죽음에 대한 두려움을 겪다 이겨내는 등의 인간적인 면모도 보인다. 안중근 역을 맡은 배우들은 극의 첫 장면인 단지동맹 장면 이후로 극중 내내, 그리고 커튼콜을 할 때도 잘린 손가락을 표현하기 위해 왼손 약지(안중근 의사가 단지한 손가락)를 접고 있다. 접은 손가락을 살구색 테이프로 고정하긴 하지만 거의 세 시간에 이르는 공연 시간 내내 손가락을 접고 있는 것도 보통 고역이 아닐 것으로 보인다.
- 서영주, 김도형[4], 최민철 - 이토 히로부미 역[5]

가난한 농민의 아들로 태어나 일본 메이지 정권의 총리대신 자리에까지 오른 입지전적인 인물. 일본으로서는 근대 일본의 기틀을 다진 위인이지만 조선으로서는 조선의 식민지화를 주도한 천하의 원수. 기존의 간사하고 음흉한 이미지가 아닌 나름대로의 포부와 야망을 갖춘 거물로 묘사되었다. 이토 역을 맡은 이희정과 조승룡의 카리스마 넘치는 연기와 압도적인 가창력으로 이러한 면모가 더욱 부각되었다. 하지만 "이토도 자기 나름대로 자기 나라를 위해 애쓴 인물"로 묘사되어 지나치게 미화되었다는 우려가 나오고 있다. 죽은 이토가 산 안중근과 대화를 나누는 대목에서, 사상적으로 대립하면서도 '우리는 각자의 나라를 위해 최선을 다했을 뿐' 같은 분위기를 연출했기 때문. 이토 히로부미를 부당하게 얕잡아보지 않고 공정하게 묘사하려는 시도는 좋으나, '일본 입장에서 보면 이토도 좋은 놈이지' 스러운 묘사는 지나친 중립으로 인해 당시 일제의 제국주의적 확장 정책과 이에 휘말린 조선의 피해라는 현실의 초점을 흐리게 만드는 역할을 한다. 말이야 바른 말이지, 역사 속에서 자기 나름대로 자기 나라를 위해 애쓴다고 하면서 타국민, 때로는 자국민의 희생까지 불러온 인물들이 한두 명인가? 이 작품 안에서도 이토의 인간미를 묘사하는 것과 별개로 '침략주의의 선봉장'으로서의 면모를 분명히 밝혀야 한다는 의견이 제기되고 있다. 초연 이후 대본에는 인체 실험을 지시하는 장면이 추가되었는데, 이건 또 이것대로 고증이 안 맞아서... 외무대신이 만류하는데도 불구하고 조선인 설희를 곁에 두려고 하고, 설희에게 배신당했으면서도 해코지를 하지 않을 만큼 낭만가의 모습도 보여 준다. 실제로 이토 히로부미 문서를 보면 조선인 첩까지 데리고 있었다고 한다.
- 정재은[6], 린지[7] - 설희 역[8]

가상인물. 과거 명성황후를 모셨던 궁녀로 그녀가 시해당하는 참극을 눈앞에서 목격했다. 명성황후의 원수를 갚기 위해 이토를 살해할 계획을 하고 게이샤가 되어 이토에게 접근한다. 하지만 이토의 다정함에 흔들리다 결국에는 이토를 살해하는 데 실패하고 자결한다. 그러나 자결하기 전 하얼빈에서 이토가 입을 외투에 흰 손수건을 꽂음으로서 안중근에게 이토가 누구인지 알리는 힌트를 남긴다. 관객들에게 가장 평이 나쁜 캐릭터. 명성황후 시해사건과 안중근 의사의 의거를 연결시키기 위해 넣은 캐릭터이지만 극의 중심 인물인 안중근과 이토와 맞먹을 정도로 분량이 지나치게 많고, 다른 캐릭터들과 조화를 이루지 못하고 겉도는 캐릭터이기 때문. 명성황후에게 지나치게 집착하는 것으로 보여 설희에게 공감하지 못하는 관객들이 많고, 침략의 원흉인 이토에게 인간적인 정을 느끼고 흔들리는 느낌이 있다는 것도 일부 관객들의 반감을 사고 있다. 특히 이상은은 극중 23세라는 나이 설정에 비해 나이가 많아 거리감을 주고, 뮤지컬보다는 오페라에 어울리는 발성과 대사 처리로 혹평을 받고 있다. 이것은 배우의 능력 문제라기보다는 캐릭터와 캐스팅의 문제. 2017년 1월부터 무대에 오른 걸그룹 쥬얼리 출신 전직 아이돌 박정아는 공연 2주차 현재 다른 역대 배우, 동시 캐스팅 된 배우들과 비교해 확연히 딸리는 성량, 고음에서 음정과 톤의 불안정을 보여주고 있다. 세종문화회관이라는 큰 무대라서 더욱 성량 부족이 느껴진다. 그리고 이토 앞에서의 독무 부분에서도 춤사위가 어색하다. 다만 연기 경력이 있어서 그런지 대사 처리는 또렷하고, 미모도 뛰어난 편이긴 하다. 같은 아이돌 출신로 우려를 낳던 링링 역 허민진은 그런대로 잘 하고 있는데, 박정아는 노래에서 아주 떨어지는 모습을 보여 전 아이돌 출신이라 그런가 하는 등으로 평이 좋지 않다. 그래도 지방 공연까지 같이 하고 있으며, 점점 나아지는 모습을 보이고 있다. 배역 중 가장 키가 크고 예뻐서 옷태가 좋기도 하다. 결국  종연 직전까지 70여회의 공연을 모두 소화했다. 2017, 2019년 설희역 캐스팅 배우 중 하나인 정재은은 대체적으로 호평이다. 목소리에 힘이 있어서 가사전달력이 뛰어나며 구한말 나라를 위해 거사를 도모하는 여인의 목소리로 적격이다. 덤으로 미모 또한 훌륭하다. 당신을 기억합니다 황후마마여 씬에서 노래를 부를 때, '잊을래야 잊을수 없고 잠들래야 잠들 수 없는'가사에서 리사는 목소리를 올리지않고 떨림을 넣지만 정재은은 목소리를 크게 올린다는 것이 포인트. 지상파나 다른 매체에서 얼굴을 보이지 않아 인지도가 낮을 뿐,  알고 보면 뮤지컬 어워드에서 상을 받은 적이 있을 정도로 실력을 인정 받고 대형 뮤지컬에 끊임없이 캐스팅되는 배우이며, 설희 역을 이끄는 배우이다. 현실에서 이토의 행보를 알려준 사람은, 1909년 10월 중순에 대동공보사 주필 이강(李剛, 1878~1964)이었다.
- 김늘봄[9], 윤석원 - 우덕순 역[10]

의거를 준비하면서 처음으로 안중근과 행동을 같이 한 조도선, 유동하와 달리 독립군 시절부터 안중근과 생사고락을 함께 한 동지. 안중근을 성님이라고 부르면서 따른다. 충청도 출신답게 충청도 사투리를 쓰며, 느긋하고 능청스러운 성격의 개그 캐릭터. 채가구 역에서 이토를 기다리면서 긴장을 푼다고 아리랑을 부르고 춤을 출 정도다. 옆에서 무게잡는 조도선까지 우덕순의 페이스에 휘말려 개그 캐릭터가 되어버린다. 그러나 속이 깊고 의리 있는 든든한 동지이다. 채가구 역에서 조도선과 함께 체포된 뒤 징역 3년을 선고받는다. 뮤지컬에서는 사격에 그리 능하지 못한 것으로 나오지만 실제 의거에서는 안중근과 함께 저격 담당. 이토가 하얼빈 역에 오기 전 들르기로 한 채가구 역에서 우덕순이 이토를 저격하기로 하고, 이토가 채가구 역에 들르지 않거나 우덕순이 저격에 실패하면 안중근이 하얼빈에서 이토를 저격할 계획이었다. 우덕순이 이토 저격에 성공했더라면 이토를 죽인 것으로 역사에 남는 사람은 우덕순이 되었겠지만, 운명은 안중근을 선택했다. 그 뒤로도 계속 독립운동에 힘쓰다 의거 동지 중 유일하게 조국의 독립을 보았다. 그러나 1950년 한국전쟁이 발발했을 때 북한군에게 살해당한다. 조국의 독립을 본지 5년밖에 되지 않았는데 허무하게 죽음을 맞았다.
- 최종선, 김재현 - 조도선 역[11]

안중근과 동갑내기인 동지. 실제 의거에서는 유동하와 함께 러시아어 통역을 맡았지만, 뮤지컬에서는 명사수라는 설정이 추가되었다. 북쪽 출신이라 북한 사투리를 쓰며, 과묵한 편이다. 항상 무게를 잡지만 주변 사람들에게 휘말려 개그 캐릭터가 되어 버린다. 특히 채가구 역에서 이토를 기다릴 때 우덕순에게 휘말려 자신도 모르게 우덕순과 같이 아리랑을 부르며 춤을 추는 장면이 압권이다. 그 뒤 채가구 역에서 우덕순과 함께 체포되어 징역 1년 6개월을 선고받는다. 그 후의 행적과 세상을 떠난 일시는 알 수 없다. 2011년 공연에서는 초연부터 조도선 역을 맡았던 조휘가 안중근 역을 맡으면서 정수한이라는 배우가 새로 들어왔다. 무뚝뚝하고 굳건한 이미지였고 가창력도 좋은 편이었으나 개그는 조휘보다는 약했다. 영화판에서는 배우인 배정남이 부산 출신이다보니 가끔 가다가 부산 사투리가 자주 나오는 편이다.
- 김도현, 임규형 - 유동하 역[12]

의거 당시 18세로 의거 동지 중 가장 어리다. 의거에서는 조도선과 함께 러시아어 통역 담당. 안중근을 무척이나 존경하고 따른다. 너무나 어린 유동하가 의거에 참여하는 것을 걱정하는 안중근에게 "나라 잃은 젊은이는 일찍 철이 든다고 했습니다."라고 대답할 정도로 어른스럽고 패기 넘친다. 그러나 자신이 좋아하는 링링 앞에서는 수줍어하는 소년스러운 모습도 남아 있다. 그러나 링링에게 고백을 하기도 전에 링링이 안중근을 향한 총을 대신 맞고 죽어버린다. 물론 뮤지컬에서 추가한 설정이다. 의거 후 체포되어 1년 6개월을 선고받는다. 형기를 마친 뒤 러시아군에 들어가 일본군과 싸우다 1918년, 안중근이 죽은 나이(32세)보다 더 젊은 나이인 27세에 일본군에게 총살당한다. 극중 나이는 18세~19세지만 초연 배우 임진웅은 1974년생으로 우리 나라 나이로 무려 39세. 극중 나이로는 안중근보다 13살 어리지만 실제로는 안중근을 맡은 거의 모든 배우들보다 나이가 많았다. 자기보다 스무 살이나 어린 역을 소화해내는 실로 무시무시한 동안. 앳된 얼굴과 앳된 목소리로 많아야 대학생 정도 나이일 거라고 생각했던 관객들을 깜짝 놀라게 하고 있다.
- 황이건 - 왕웨이 역[13]

가상인물. 러시아 블라디보스토크에서 중국집을 경영하는 중국인으로 안중근의 오랜 친구이자 링링의 친오빠이다. 독립군들에게는 든든한 친구이자 형, 아버지 같은 존재. '왕웨이표 왕만두'로 언제나 배고픈 독립군들의 허기를 달래준다. 일본군들의 추격이 심해지자 안중근을 비롯한 독립군들을 피신시키고 혼자 식당에 남는다. 안중근이 있는 곳을 말하라는 일본군의 협박에도 끝까지 '배신하지 않는다' 며 입을 다물고 있다 일본군에게 끌려간다. 결국 일본군에게 심한 고문을 당해 목숨을 잃고 만다. 비교적 일찍 퇴장하지만 만두를 쪄낼 때의 능청스럽고도 인심좋은 모습과, 일본군의 심문에 당당히 맞서는 장면이 강렬하게 인상에 남는 인물이다.
- 윤진솔, 오윤서 - 링링 역[14]

가상 인물. 왕웨이에게는 딸 뻘이 될 정도로 나이 차이가 많이 나는 여동생으로, 순수하고 사랑스러운 열여섯 살 소녀이다. 어린 시절부터 보아왔던 오빠의 친구 안중근에게 호감과 존경심을 느끼고 있었다. 그러던 어느 날 일본 경찰에게 쫓기던 안중근이 그들의 눈을 피하기 위해 연인으로 위장하려 자신에게 기습키스를 한 뒤로, 안중근에 대한 마음이 첫사랑이라는 것을 깨닫고 설레어한다. 안중근에 대한 마음을 고백하려고 할 때, 일본 경찰이 안중근에게 총을 겨누고 링링이 대신 그 총을 맞는다. 안중근의 품에 안겨 자신의 마음을 고백한 뒤 죽는다. 류정한 안중근이나 신성록 안중근의 공연일 때 여자 관객들이 격하게 감정 이입하는 캐릭터. 안중근은 고국에 처자식이 있고 나이도 링링보다 14살 많은 유부남이니 찜찜한 감이 있다. 소냐도 좋은 가창력과 연기력을 보여 주었지만 소녀라기에는 너무 성숙한 외모를 가지고 있어, 소녀스러운 외모와 목소리를 갖춘 전미도가 링링 역에 더 잘 어울린다는 평을 받는다. 2011년 공연에서는 초연부터 링링을 맡아온 전미도 대신 이수빈이라는 배우가 들어왔다. 당시 실제 17세였다 보니 첫사랑에 가슴뛰어 하는 풋풋한 이미지의 '이것이 첫사랑일까'는 잘 어울리지만, 훨씬 성숙한 느낌의 '사랑이라 믿어도 될까요'에서는 조금 어색하다는 게 중론. 그래도 전체적으로 봤을 때 꽤 잘 하는 편이었고, 해가 갈 수록 더 좋아지는 모습을 보이고 있다. 2017년 1월 18일부터 시작되는 공연에서는 뮤지컬 배우 이지민과 함께 걸그룹 크레용팝의 초아가 이 역할을 맡는다. (캐스팅 크레딧에는 허민진으로 나온다) 아이돌 캐스팅이라서 우려가 높았다. 전작인 덕혜옹주에서도 평은 괜찮았으니, 일단 뚜껑은 열어봐야 할 듯. 첫 주 공연에서는 제 역할은 해 내고 있는 것 같고, 대 극장에서도 성량 부족이나 음 이탈 같은 문제는 보이지 않는다. 결국 지방 공연까지 70여회를 모두 소화하였다. 위 내용을 추가로 설명하자면 링링의 나이가 16세이지만 허민진은 90년생이라 어려보이려고 목소리를 그렇게 내는듯하다. 이지민의 링링을 보면 어리네라는 느낌이 받지만, 허민진의 링링은 어려 보이네라는 느낌을 받는다. 허민진은 90년생(당시 27세), 이지민은 96년생(당시 21세)이다. 2019년에는 허민진이 단독 캐스팅으로 링링 역을 맡았다. 2년 전에 비해 노래 솜씨가 늘었고, 링링이 나온 장면과 대사 일부가 수정되어 훨씬 연기 흐름이 자연러워졌다. 여담으로 답답해 보이던 중국식 앞머리 분장도 사라졌다. 17년 여름 유튜브에 올라서 며칠만에 200만 뷰를 넘긴 공연 중에 관객에게 마이크를 넘겼는데 관객이 뮤지컬 배우였다. 유튜브 영상의 주인공이 링링역의 이지민과 설희역의 정재은이다.
- 임용희[15], 임선애[16] - 조마리아 역[17]

안중근의 어머니. 본명은 조성녀이고 마리아는 세례명. 안중근과 안중근의 집안 사람들 대부분이 그렇듯 독실한 가톨릭 신자이다. 자식이 자신보다 먼저 죽는 상황 앞에서도 안중근에게 대장부로서 나라를 위해 큰 일을 한 것이니 불효라 생각지 말고 의연하게 죽음을 맞으라고 말을 전하는 여장부. 안중근이 동지들의 죽음 앞에서 방황하는 장면과 안중근의 사형 직전 "사랑하는 내 아들, 도마"라는 넘버에서 환영으로만 등장하지만, 애절한 가사를 호소력 있게 잘 살려내셔서 관객들의 눈에서 눈물을 쏙 뽑아내신다. 안중근이 죽음에 대한 두려움, 남은 가족들에 대한 염려를 딛고 일어서게 하는 캐릭터로 엄청난 존재감을 보인다.
- 장기용[18] - 최재형 역

실존 인물. 일제강점기 러시아에 귀화한 후, 함경북도 경원 신아산에서 일본군 수비대를 전멸시키는 등 항일무장투쟁을 전개한 독립운동가이자 군인. 극중에서 안중근과 동지들의 거사를 위해 독립자금을 전달하는 조력자이자 극 내내 독립운동청년들의 정신적 지주역할을 한다.
- 이호진 - 지바 도시치 역[19]

실존 인물. 안중근이 여순 감옥에 수감되어 있을 당시 안중근의 간수. 처음에는 일본의 위대한 인물인 이토를 죽인 안중근을 증오하지만, 안중근의 고결하고 온화한 인품에 감화되어 그를 존경하게 된다. 안중근의 사형 집행일에 안중근의 어머니가 보낸 수의를 직접 안중근에게 입혀주고, 그 동안 돌봐준 것에 대한 감사의 뜻으로 안중근에게 "위국헌신 군인본분"이라는 유묵을 받는다. 순박하고 성실한 인물로 평생동안 안중근의 유묵을 간직하고 그의 명복을 빌다가 세상을 떠났다. 극중에서 안중근이 치바에게 "당신은 자식이 있습니까?"라고 묻자 치바가 "딸이 하나 있습니다."라고 대답하는데, 실제로 치바는 안중근이 사형된지 3년이 지난 1913년에야 결혼을 했다. 제작진이 안중근과 치바의 아이를 둔 아버지로서 공감대를 부각시키기 위해 실제 역사와는 다르게 넣은 설정으로 보인다. 영화판에서는 실제 역사에 맞춰서 아직 결혼하지 않았다는 설정으로 나온다.
- 김덕환[20], 김봉환 - 김내관 역

가상인물. 고종 황제의 직속비밀조직 제국익문사의 수장. 설희에겐 어렸을때부터 보살펴준 아버지같은 존재이다. 일본에 건너가 독립운동에 뛰어들겠다는 설희를 대견하게 생각하면서도 여자의 몸으로 다칠까 걱정 한다. 안중근과 설희를 해외특사로 파견하여 뒤에서 독립운동을 지원한다. 치바와 함께 극에서 비중이 제일 짧은 편에 속하나, 극의 초반을 빛내주는 존재이다. 안중근이 제국익문사 소속임을 보아 안중근이 자신의 상관이라 주장한 김두성이 모티브로 보인다.
- 윤선용 - 고무라 주타(외무대신) 역[21]

실존인물, 청일전쟁 후 주한 외무차관, 주미, 주러공사를 역임하다가 외무대신에 취임하였다. 러일협약을 체결하여 한국을 병합하는데에도 관여한 제국주의적 인물. 이토의 책사로 조선의 문화재들을 약탈하여 바치고 만주로 가달라는등의 재주를 부리는 아첨꾼이다. 고무라라는 이름이 있으나 인물소개에는 외무대신으로만 되있고, 실존인물인지 모르는 사람들이 많다. 클리셰는 전형적인 악역의 부하격인 캐릭터로서 극의 감초역할이다.
- 김상현[22], 진상현 - 와다 역

가상 인물. 안중근과 독립군들을 쫓는 일본 형사. 안중근을 잡기 위해 그의 친구인 왕웨이를 고문 끝에 죽이는 악행을 저지르고, 안중근을 죽이려다 실수로 링링을 죽인 후 그 자리서 유동하에게 사살당한다. 악역임에도 시원시원한 가창력으로 관객들에게 긴장감과 검은 가죽 재킷으로 포스를 뿜으며 큰 인상을 남기는 인물. 1930-40년대에 독립투사를 잡아내며 활동하는 "동양귀"로 불리던 난베 다이사쿠 형사가 모티브로 보인다.
- 김사라[23] - 주인 게이샤 역[24]

가상인물. 게이샤들을 이끄는 일본 고급요정의 주인. 이토의 오랜 조력자로 친구같은 존재이다. 본의 아니게 이토와 설희를 연결시켜주는 역할을 한다.
- 김태현 - 마나베 주조 역

실존인물. 안중근이 재판받은 뤼순 관동고등법원의 판사. 안중근에게 사형을, 우덕순에게 징역 3년을, 조도선과 유동하에게 각각 징역 1년 6개월을 선고한다.
- 황이건[25] - 블라디미르 코코프체프 역

실존인물. 하얼빈역에서 이토를 맞이한다.

## 평가
영웅주의나 민족주의에만 호소할 수 있다는 우려를 뛰어넘어, 각 배역을 맡은 배우들의 뛰어난 가창력과 연기력, 카리스마와 앙상블들의 합이 딱딱 맞아떨어지는 안무와 탄탄한 코러스, 거기에 애국심과 감동을 불러일으키면서도 세련된 넘버들이 조화를 이루어 관객들을 압도한다. 벽돌 배경과 철골, 영상을 적절히 활용해 다양한 장면들을 만들어내는 무대 효과도 일품. 2010년대 후반 들어서는 암전 없이 빠른 장면 전환으로 몰입도를 더하면서 무대극의 한계를 극복하고 있다. 특히, 하얼빈역 의거 장면은 그야말로 영웅 무대 연출의 하이라이트. 하얼빈역에 열차가 들어오는 장면을 영상(CG)으로 대체하는데, 눈 깜짝할 새 실제 열차 세트로 바뀌고 배우가 걸어나오는 장면을 볼 수 있다. 4분 18초부터 무대 연출을 담당한 박동우 감독의 인터뷰에 따르면, 초연 첫 공연 전날까지도 완벽하지 않아 조마조마한 심정으로 공연을 지켜봤다고 한다. 다만 대본의 경우 호불호가 갈린다. 제작을 맡은 윤호진 대표가 해외 수출을 염두에 두고 만들었기 때문에 사건을 한국의 입장에서만 바라보지 않고 일본의 시각 역시 참조해 넣었는데, 이로 인해 국내 관객 중 많은 사람들이 이토 히로부미가 미화되었다는 인상을 받고 불만을 드러내기도 하는 것. 즉, 안중근(+링링)과 더불어 이토 히로부미(+설희)가 작품의 다른 한 축을 이루고 있다고 보면 된다. 단순히 그 대상을 안중근에만 한정짓지 않는 '영웅'이라는 제목도 의미심장하다. 그러나 2014년 무렵부터는 이토 히로부미와 함께 부르는 운명을 넘버에서 제외 하였다. 이토 히로부미를 미화한다는 논란을 어느 정도 정리하기 위해 노력한 것으로 보인다. 스토리에 대한 부분에 있어서는 빈약하다는 평가가 있다. 빈약한 스토리를 음악과 배우의 열연, 그리고 무대연출로 덮어버리는 느낌이 강하다. 또, 처음에는 조국의 독립을 위해 결의를 하더니 후반부 노래에서는 갑자기 동양평화를 위해서로 바뀌는데, 안중근이 어떻게 동양평화론을 생각하게 되었는지 등 안중근 내면의 흐름을 더 자세히 보여주었으면 좋았겠다는 아쉬움이 남는 부분이다. 안중근이 이토를 암살하는 직선적이고 짧은 줄거리에 스토리를 가미하기 위해 가상인물인 링링이나 설희가 튀어나오지만, 히로인 격인 링링과 설희의 경우에는 전체 줄거리를 진행하는데 필연적으로 등장하기보다는 쓸데없이 얹혀있기 때문에 역시 굳이 넣어야 할 이유를 모르겠다는 평을 듣고 있다. 링링의 경우에는 고국에 이미 처자식이 있는 안중근과 러브라인으로 엮는 것이 불편하다는 지적이 있고, 설희의 경우에는 다른 캐릭터들과 겉도는 캐릭터이면서 비중은 주역인 안중근과 이토와 맞먹을 정도로 지나치게 커서 많은 비판과 함께 "설희의 비중을 줄이고 주인공인 안중근의 비중을 좀더 늘려 안중근을 더 심도 있게 묘사하는 게 낫지 않겠냐"라는 의견도 있었다. 어찌됐든, 뛰어난 완성도로 2010년 뮤지컬 관련 시상식을 휩쓸다시피 했다. 제4회 더 뮤지컬 어워즈에서 최우수창작뮤지컬상을, 같은 해 제 16회 한국뮤지컬대상에서 최우수작품상 수상했고, 카리스마 있는 연기로 안중근 역을 훌륭히 해낸 주연 정성화는 남우주연상을 수상했다. 최우수작품상, 남우주연상, 연출상, 음악상, 무대미술상은 더 뮤지컬 어워즈와 한국뮤지컬대상 양쪽에서 모두 수상했고, 여기에다 더 뮤지컬 어워즈에서 조명음향상까지 수상했다. 수상을 한 것이 이 정도이고, 후보는 대형 창작 초연이 오를 수 있는 건 다 올랐다.

## 줄거리
이야기는 안중근 의사의 거사가 있기 8개월 전인 1909년 2월, 안중근과 11명의 동지들의 단지동맹에서 시작된다. 안중근과 동지들은 머나먼 타향 러시아의 자작나무 숲에서 자신의 손가락 하나씩을 자르며 독립운동의 결의를 다진다. 그 뒤 이토와 일본 대신들이 모여 있는 요정으로 장면이 바뀐다. 일본 대신들은 조선을 수탈할 궁리만 하고 있고, 이토는 조선과 만주에까지 일본 제국의 영향력을 미치려 하는 야심을 내비친다. 그 야심을 위한 계획의 일환으로 이토는 만주의 하얼빈으로 가기로 한다. 한편, 아기 나인 시절에 명성황후가 시해되는 참혹한 모습을 목격한 궁녀 설희는 당시의 기억에 괴로워하다가 대한 황실의 비밀 정보 조직 제국익문사의 수장인 김 내관에게 일본으로 건너가 독립 운동에 뛰어들겠다고 말한다. 김 내관은 안중근을 비롯한 제국익문사 요원들에게 설희를 소개하고, 설희와 안중근에게 대한의 독립의지와 일본의 야욕을 알리라는 지령을 내린다. 설희와 안중근은 각자 일본과 러시아로 떠난다. 러시아에 도착한 안중근은 오랜 중국인 친구인 왕웨이의 만두집으로 가서 왕웨이와 그의 여동생 링링, 동지들과 재회해 회포를 푼다. 설희는 일본에 건너가 나미다(일본어로 눈물이라는 뜻)라는 기명으로 게이샤가 되어 우아한 춤사위로 이토를 매혹시킨다. 설희를 경계하면서도 그녀의 매력에 빠진 이토는 그녀를 데리고 하얼빈으로 가기로 결심하고, 설희는 이토의 다정함에 흔들리는 마음을 다잡는다. 한편, 링링은 안중근에게 첫사랑을 느끼고 설레어 하지만, 고향에 이미 처자식이 있고 마음이 조국의 현실에 대한 근심으로 가득한 안중근은 그 마음을 알아채지 못한다. 얼마 되지 않아 일본군들의 집요한 추격이 시작되고, 왕웨이는 안중근과 독립군들을 피신시킨 뒤 홀로 식당을 지키다 일본군에게 끌려간다. 심한 고문으로 결국 왕웨이가 싸늘한 시신이 되어 돌아오자, 안중근은 슬픔과 실의에 빠지지만 다시 마음을 다잡고, 설희로부터 이토가 하얼빈에 방문한다는 소식을 전해듣고 안중근과 세 명의 동지 우덕순, 조도선, 유동하는 이토를 처단하기로 결심한다. 2부가 시작되며 안중근과 동지들은 거사 준비에 열을 올린다. 이토를 놓칠 것에 대비해 안중근과 유동하는 하얼빈 역에, 우덕순과 조도선은 이토가 하얼빈 역에 도착하기 전 잠깐 들르기로 한 채가구 역에 나눠서 잠복하기로 하고, 이토와 설희는 하얼빈을 향해 출발한다. 이토의 하얼빈 방문이 다가오면서 안중근과 동지들에 대한 일본군의 추격은 점점 심해지고, 그 과정에서 링링이 안중근을 향한 총알을 대신 맞는다. 링링은 안중근에게 자신의 마음을 고백하고 숨을 거두고, 안중근은 유동하에게 링링의 시신을 맡기고 홀로 하얼빈 역으로 가기로 한다. 한편, 채가구역으로 향한 우덕순과 조도선은 거사를 앞두고 떨리는 마음에 아리랑을 부르며 긴장을 푼다. 그러나 이토가 탄 열차는 채가구 역을 그냥 지나쳐 버리면서 거사에 이르지는 못했다. 이토가 탄 특별객차에서 이토의 시중을 들던 설희 또한 이토가 잠든 사이 머리에 꽂고 있던 비녀로 이토를 찌르려 하지만, 이토가 설희에 대한 경계를 놓지 않고 잠든 척하고 있었기 때문에 실패한다. 이토는 설희의 애국심에 감탄해 자신을 죽이려 했던 설희를 놓아주고, 설희는 원수인 이토에게 흔들려 이토를 처단하는 데 실패한 것을 한탄하며 기차에서 뛰어내려 자결한다. 외무대신은 채가구역을 통과하고 하얼빈역의 경계를 철저히 하도록 지시한다. 거사 당일 새벽, 안중근은 하얼빈 시내의 성당을 찾아가 그곳에서 기도하며 신에게 용기를 구한다. 그리고 암전 없이 하얼빈역으로 배경이 바뀌고, 안중근은 환영 인파 속으로 사라진다. 마침내 1909년 10월 26일 오전 10시, 안중근은 하얼빈 역에 도착한 이토 히로부미에게 총 세 발을 명중시켜 그를 처단한다. 곧바로 체포된 안중근은 우덕순, 조도선, 유동하 세 동지와 공판 법정에 서서 이토의 죄상을 논리정연하게, 당당하게 밝힌다. 일제는 그에게 사형 선고를 내리지만 그는 의연하기만 하다. 안중근은 옥중에서 모두가 서로 조화롭고 평화롭게 살아가는 세상을 꿈꾸며, 그러한 염원이 담긴 <동양평화론>을 집필한다. 처음에는 안중근을 증오했던 간수 치바는 그의 고결하고 온화한 인품에 감화되어 그를 존경하게 된다. 마침내 1910년 3월 26일 사형 집행이 다가오고, 안중근은 치바에게 그 동안 돌봐준 것에 대한 감사의 뜻으로 "위국헌신 군인본분(爲國獻身 軍人本分, 나라를 위해 몸을 바치는 것은 군인의 본분이다.)"이라는 붓글씨를 선물한다. 치바는 고국에서 안중근의 어머니 조마리아가 손수 지어보낸 수의를 들고 와 그에게 입혀주고, 안중근은 자신을 격려하는 어머니의 환영을 보며 마음을 다잡고 의연하게 죽음을 맞는다.

## 넘버
- 1막

```
01. Overture
02. 단지동맹(정천동맹) - 안중근, 단지 11인
03. 게이샤 - 게이샤들
04. 조선은 보물창고 - 고무라 주타, 대신들, 게이샤들
05. 조선 얕보지 마라 - 이토 히로부미, 대신들, 게이샤들
06. 이토의 야망 - 이토 히로부미
07. 당신을 기억합니다. - 설희
08. 가야만 하는 길 - 안중근, 설희, 김내관, 제국익문사
09. 비상구는 없다 - 와다, 독립군, 일본군
10. 배고픈 청춘이여 - 왕웨이, 우덕순, 조도선, 유동하, 독립군
10.5 배고픈 청춘이여 Replay - 안중근, 우덕순, 조도선, 유동하, 왕웨이, 최재형, 링링, 독립군들
11. 내가 기다리는 것 - 설희
12. 황혼의 태양 - 이토 히로부미
13. 이것이 첫사랑일까 - 링링
14. 추격1 - 연주곡
15. 흔들림없는 태산처럼 - 왕웨이
16. 내 친구 왕웨이 - 독립군
17. 
영웅
 - 안중근
18. 그날을 기약하며 - 안중근, 우덕순, 조도선, 유동하
```

- 2막

```
01. 오늘의 이 함성이 - 안중근, 우덕순, 조도선, 유동하, 최재형
02. 출정식 - 이토 히로부미, 고무라 주타, 일본군
03. 추격2 - 와다
04. 사랑이라 믿어도 될까요 - 링링, 유동하
05. 아리랑 - 우덕순, 조도선
06. 내 마음 왜 이럴까 - 설희
07. 십자가 앞에서 - 안중근
08. 축제음악 - 연주곡
09. 
누가 죄인인가
 - 안중근, 우덕순, 조도선, 유동하, 마나베 주조, 기자들, 방청객들
10. 동양평화 - 안중근, 지바 도시치
11. 사랑하는 내 아들, 도마 - 조마리아
12. 장부가 - 안중근
13. 에필로그(사랑하는 내 아들, 도마 mr)
14. 커튼콜(그날을 기약하며) - 모든 출연진
```